# Fumiglobus juniperinus
Fumiglobus juniperinus är en svampart som beskrevs av D.R. Reynolds & G.S. Gilbert 2006. Fumiglobus juniperinus ingår i släktet Fumiglobus och familjen Capnodiaceae.   Inga underarter finns listade i Catalogue of Life.